# Hans Pflüger (Filmproduzent)
Hans Pflüger (* 2. März 1935 in München; † 12. März 2019 auf Ibiza) war ein deutscher Filmproduzent.

## Leben
Pflüger hatte die Filmbranche "von der Pike auf" kennengelernt. Zunächst, in den frühen 1960er-Jahren, arbeitete er als Aufnahmeleiter bei Wolf C. Hartwigs Rapid-Film (so etwa 1963 bei dem Abenteuerstreifen Die Flußpiraten vom Mississippi).
Seit Mitte desselben Jahrzehnts war er zunächst für die Parnass-Film als Koproduzent tätig, seine ersten Arbeiten entstanden an der Seite von Parnass-Chef Theo Maria Werner, mit dem er einige Elaborate der international hergestellten Kommissar-X-Kriminal- und Actionfilmreihe herstellte.
Später besaß Pflüger mit der Hape-Film, der TV 13 und zuletzt, ab 1975, der Cinema 77 seine eigenen Firmen. Vor allem Mitte der 1970er-Jahre war er sehr aktiv, als ein staatlich gefördertes Abschreibungsmodell eine äußerst rentable Herstellung seiner hochspekulativen Streifen (wie Lady Dracula, Frauenstation und Das chinesische Wunder) ermöglichte.
Pflüger-Filme sind nahezu durchgehend ambitionslose Massenware; vor allem Actionstoffe, gelegentlich auch Lustspiele und Kriegsdramen – schlichte Unterhaltung, oft mit einer Prise Sex und flotten Sprüchen garniert. Die Beteiligungen an zwei ambitionierteren Romy-Schneider-Filmen (Gruppenbild mit Dame und Death Watch – Der gekaufte Tod) sollten sich als finanzielle Flops erweisen.
In dieser Zeit, seit der zweiten Hälfte der 1970er-Jahre, verlagerte Pflüger sein Tätigkeitsfeld in Richtung Filmfinanzierung. So engagierte er sich nunmehr auch bei internationalen Produktionen von Hollywood-Format – Filme, die rasches Geld versprachen, wie z. B. der 1976 hergestellte Horrorfilm Die Insel des Dr. Moreau mit Burt Lancaster in der Hauptrolle.
Pflüger erwarb Anfang der 1970er-Jahre ein Haus auf Ibiza und lebte seitdem dort. Er hinterließ seine Tochter Francesca Pflüger und zwei weitere Töchter sowie einen Sohn.

## Filme (als Produzent oder Co-Produzent)
- 1966: Kommissar X – Jagd auf Unbekannt
- 1966: Kommissar X – Drei gelbe Katzen
- 1966: Kommissar X – In den Klauen des goldenen Drachen
- 1968: Willst Du ewig Jungfrau bleiben?
- 1969: Mord im schwarzen Cadillac
- 1969: Isabella – Mit blanker Brust und spitzem Degen
- 1972: L’occhio nel labirinto
- 1972: Krankenschwestern-Report
- 1974: Wer stirbt schon gerne unter Palmen
- 1975: Verbrechen nach Schulschluß
- 1975: Die Brücke von Zupanja
- 1975: Der Geheimnisträger
- 1975: Das chinesische Wunder
- 1975: Auch Mimosen wollen blühen
- 1975/77: Frauenstation
- 1975/78: Lady Dracula
- 1976: Die Frau am Fenster
- 1976: Gruppenbild mit Dame
- 1979: Death Watch – Der gekaufte Tod
- 1980: Zärtliche Cousinen
- 1981: Malevil

## Belege
1. ↑  zit. nach Ibiza Kurier, 72. Ausgabe vom 25. Mai 2019 - 27. Juni 2019
2. ↑  zit. nach Ibiza Kurier, 72. Ausgabe vom 25. Mai 2019 - 27. Juni 2019

| Personendaten    | Personendaten           |
| ---------------- | ----------------------- |
| NAME             | Pflüger, Hans           |
| KURZBESCHREIBUNG | deutscher Filmproduzent |
| GEBURTSDATUM     | 2. März 1935            |
| GEBURTSORT       | München                 |
| STERBEDATUM      | 12. März 2019           |
| STERBEORT        | Ibiza                   |